# 베를린 그륀베르크알레역
베를린 그륀베르크알레역(Bahnhof Berlin Grünbergallee)은 베를린 트레프토쾨페니크구 알트글리니케에 있는 베를린 S반의 철도역이다.

## 역사
1940년에는 현재의 역사 자리에 베를린 화물 외곽순환선이 지나갔다. 그뤼나우역-리히텐라데역 여객 영업은 1948년 6월 3일에 시작할 예정이었으나 그 해 7월 26일로 연기되었다. 8월 3일에는 슐첸지들룽(Schulzensiedlung)역이 개통할 예정이었다. 1948년 10월 3일에 발행된 시간표에서는 슐첸지들룽역이 포함되어 있었으나, 시간표의 주석으로 미개통 상태임이 표기되어 있었다. 1949년 5월 15일 발행된 시간표에서는 그륀베르크알레역으로 이름이 변경되었으며, 그륀베르크 알레(Grünberg Allee)역으로 기록되기도 했다.
1951년 베를린 외곽순환선 개통 이후 화물 외곽순환선의 여객 영업은 1952년 3월 1일에 중단되었다. 그 대신 외곽순환선에 알트글리니케역이 개통할 예정이었으나, 선로 용량 문제로 역이 설치되지 않았다. 이에 따라서 이전의 화물 외곽순환선 일부 구간과 역이 부활했고, 1954년 10월 3일부터 1958년 5월 31일까지 여객 열차가 운행했다.
1959년 4월 24일에는 폐역된 그륀베르크알레역 자리에 분기점이 설치되었다. 쇠네펠트 공항 방면 1.5 km 길이의 화물선이 여기에서 분기했다. 1963년 9월 1일에 그뤼나우 분기점-쇠네펠트 공항선이 건설되면서 화물선이 다시 폐지되었다.
1958년에 폐역된 그륀베르크알레역과 쇠네펠트 지들룽(Schönefeld Siedlung)역을 대체하기 위해서 1962년에 개통 예정인 S반 노선에 팔켄회에(Falkenhöhe)역이 계획되었다. 계획된 역은 다시 그륀베르크알레 일대로 위치가 변경되면서 역명도 변경되었고, 쇠네펠트 지들룽역 계획은 폐기되었다. 1962년 5월 27일에 개통한 역은 지상에 설치되어 있으며, 승강장과 주택 지구를 잇는 보행자 육교가 설치되어 있다. 개통 당시에는 승강장에 지붕이 설치되어 있지 않았으나, 1990년대 이후에 설치되었다. 장애인 접근성을 위한 경사로가 설치되어 있다.

## 인접 철도역
베를린 버스 160, 163번, 다메슈프레발트군 버스 734번과 환승할 수 있다.
| 베를린 S반                     | 베를린 S반 | 베를린 S반             |
| ------------------------------ | ---------- | ---------------------- |
| 알트글리니케 쥐트크로이츠 방면 | S45        | 쇠네펠트 BER 공항 방면 |
| 알트글리니케 슈판다우 방면     | S9         | 쇠네펠트 BER 공항 방면 |